# Fiesta de disfraces

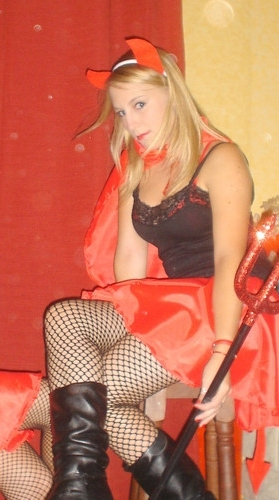
Chica disfrazada de diablita.

Una fiesta de disfraces es una fiesta en la que se ha solicitado a los asistentes que acudan total o parcialmente disfrazados. En algunas ocasiones, el anfitrión establece las directrices del tipo de disfraz que se debe llevar en términos de color, temática, partes del cuerpo a cubrir, etc. Las fiestas de disfraces constituyen una de las modalidades de fiesta más originales y divertidas que se puede plantear. A los alicientes habituales y a la diversión inherente a todo festejo, en éstas hay que añadir la emoción del preparativo del disfraz, así como la superación de la sensación inicial de ridículo que se produce en los invitados.
En algunas culturas, está institucionalizada la fiesta de disfraces en determinadas fechas del año: carnaval, halloween, día de los inocentes, etc. Las despedidas de soltero o los cotillones de fin de año también resultan ocasiones propicias para el uso de disfraces.

## Organización

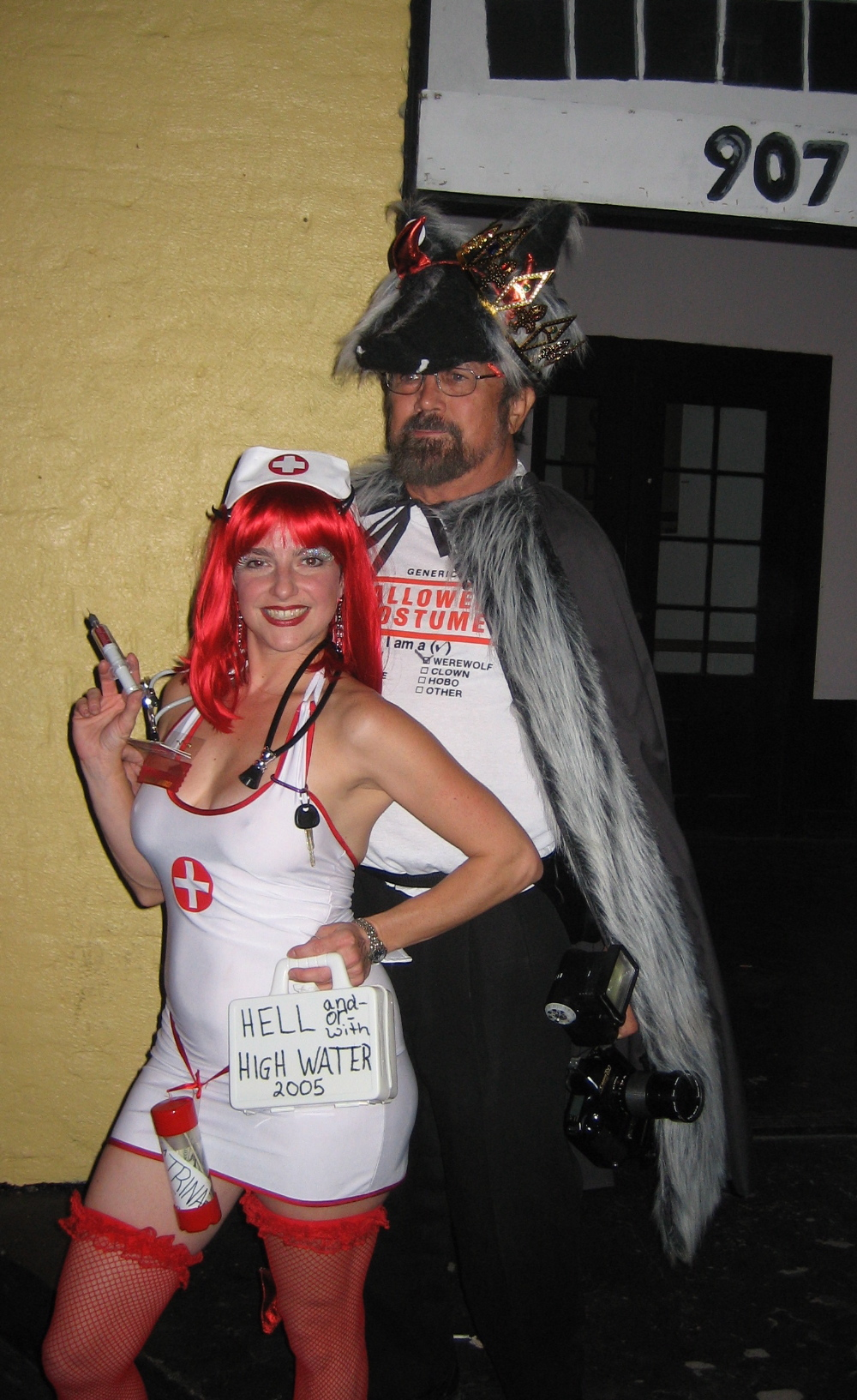
Una mujer disfrazada de enfermera y un hombre disfrazado de hombre lobo.

Antes de organizar una fiesta de disfraces, es conveniente asegurarse de que los potenciales asistentes tienen ilusión por atenderla y de que todos ellos pueden conseguir un disfraz sin demasiado esfuerzo. En zonas con arraigada tradición carnavalesca, no se encontrará demasiada resistencia entre los invitados. Sin embargo, en otras localidades y entre personas no habituadas, es necesario un gran deseo de diversión para acceder a vestirse de manera extravagante. Hay que tener en cuenta que este tipo de celebraciones exigen mucho mayor esfuerzo al invitado, ya sea económico (si tienen que comprar o alquilar el traje) o físico (si deciden elaborarlo ellos mismos). A ello, hay que añadir el pudor asociado a salir y entrar de su domicilio de una guisa muy particular, que no todo el mundo asume.
Una vez realizado el sondeo entre los invitados, y para darle mayor formalidad, se puede confirmar la asistencia con una tarjeta personal enviada por correo. Para ello, se pueden comprar unas cartulinas de colores y cortarlas en pequeño formato. Luego, se fabrica una plantilla con el texto a imprimir. Con la ayuda del ordenador o de algún recorte de prensa, se añade un dibujo alusivo a los disfraces en la parte superior de la misma: unas máscaras de carnaval, un arlequín, el retrato de El zorro, etc. A continuación, se escribe un texto imaginativo y entusiasta que no deje lugar a dudas sobre la obligatoriedad de vestir disfraz para acudir a la fiesta. Si no se quiere invertir tanto esfuerzo, también se puede valorar el envío de las invitaciones por correo electrónico.
La decoración de la sala también es un elemento importante en la fiesta. Tanto la iluminación como los objetos decorativos deben tener relación con la temática del evento. A ser posible, también la música y la comida tienen que tener algún vínculo con el mismo para introducir a los asistentes en un ambiente propicio al entretenimiento.
Si se quiere realizar un completo reportaje gráfico de las elecciones de los invitados, el mejor momento para disparar la cámara es a su llegada. En ese instante es posible captar los disfraces en todo su esplendor, cosa que no ocurrirá seguramente unas horas más tarde. Es bueno reservar, no obstante, parte del carrete para tomar todo tipo de escenas espontáneas que puedan surgir durante la fiesta.

## Modalidades de fiestas de disfraces
Estas son las modalidades más habituales de fiestas de disfraces:

### Fiesta de disfraz colectivo

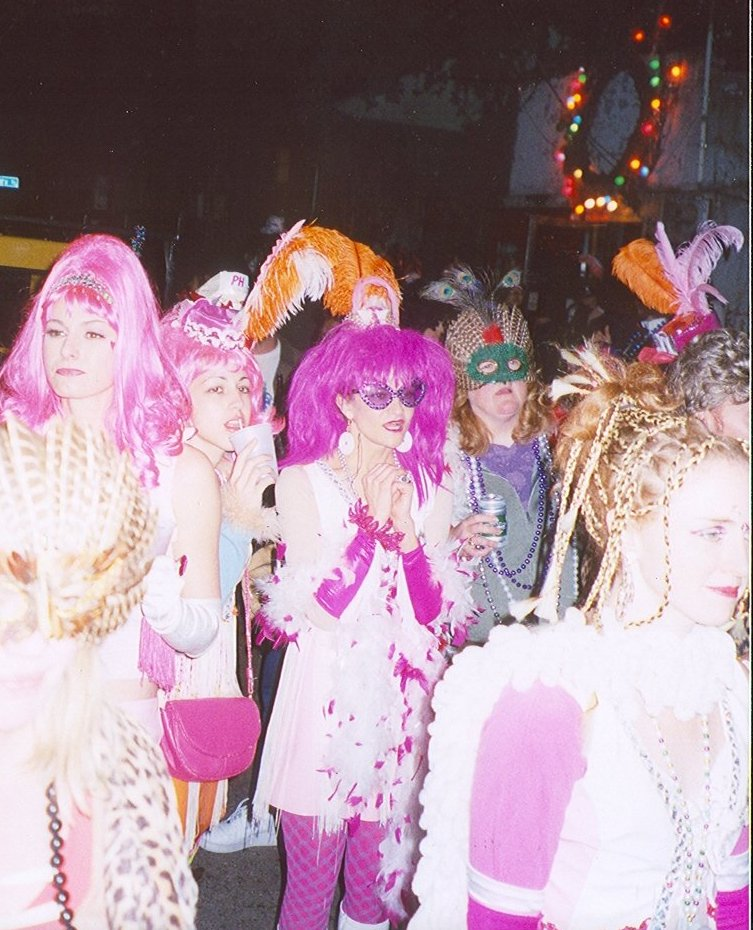
Disfraz colectivo.

Si el número de invitados lo permite, puede ser interesante organizar una fiesta de disfraces en grupo. Su elemento característico reside en que todos los invitados deben unirse en grupos y disfrazarse, sin excepción, de un tema común. Esto no quiere decir que todos sus miembros deban vestirse exactamente igual, al estilo de las murgas gaditanas. La intención es que formen un cuadro único dentro del cual todos tengan su sitio.
Por ejemplo, si un grupo decide acudir con el tema de Romanos, no necesariamente tienen que ponerse todos una túnica blanca y adornarse la cabeza con una corona de laurel. Más bien, al contrario, unos pueden hacer de patricios, otros, de plebeyos, algunos de legionarios, etc.
Una vez avanzada la fiesta y cuando todo el mundo haya admirado ya sus respectivas galas, se hace hueco en la sala y se pide a los grupos que representen una pequeña escena que tenga relación con el disfraz escogido. Es muy conveniente haberles prevenido de este hecho en días anteriores a la celebración, de modo que no necesiten improvisar ante del público. Las representaciones no deberían se demasiado largas para no aburrir a los presentes ya que el principal objetivo del número es dar la oportunidad de contemplar al grupo al completo, observar detenidamente sus disfraces y disparar unas cuantas fotos. Entre actuación y actuación, y mientras se preparan otros actores, se debe subir el volumen de la música, rellenar las copas o pasar una bandeja con canapés. Lo importante es que no decaiga la fiesta en ningún momento.
Una variación divertida consiste en hacer interpretar una canción a cada grupo. Al proponerlo, unos días antes de la fiesta, seguro que se recibe alguna queja y algún gesto de contrariedad. Sin embargo, superadas las primeras reticencias, la experiencia suele resultar altamente divertida para todos los intérpretes. Generalmente, son los propios participantes los que echan mano de su imaginación para elaborar las composiciones. Pero en el caso de que la inspiración no se manifieste, se puede proponer un tema genérico. En este sentido, los temas de actualidad o de revistas del corazón constituyen un buen recurso.
Una vez concluidas las representaciones, cada grupo deberá votar al que considere que mejor lo ha hecho (excluyéndose a sí mismo). El grupo ganador debe salir a escena a recibir la ovación del público y, si se considera pertinente, repetir su interpretación. Por supuesto, todos ellos se llevarán a casa un bonito premio (aunque sea de poco valor).

### Fiesta de disfraz parcial

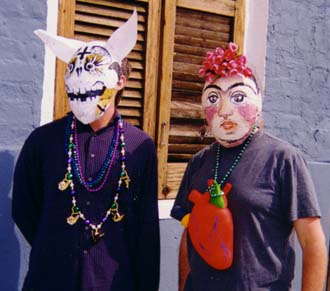
Fiesta de máscaras, un tipo de fiesta de disfraz parcial.

A veces, los invitados no tienen la edad o la disposición necesaria para vestir sus cuerpos con un disfraz completo. Si este es el caso, pero no se quiere renunciar a la opción del disfraz, se puede optar por la solución intermedia de solicitar un disfraz parcial, es decir que sólo cubra una parte del cuerpo.
La zona más habitual suele ser la cabeza en donde caben gorras, boinas, plumas o pelucas. Sin embargo, también tienen una buena acogida otros miembros como las manos, el brazo, el cuello, etc. De este modo, los asistentes evitarán muchas de las incomodidades del disfraz completo sin tener que renunciar definitivamente a los encantos de la transfiguración. No cabe duda de que, para ellos, esta solución resulta más barata, más fácil de vestir y más rápida de desarrollar, exigiéndoles, además, un menor esfuerzo sicológico de pasar un mal trance en público.
Como disfraz parcial se considerará toda prenda, postizo o complemento que se destaque de los utilizados habitualmente: una cinta, unos guantes de época, unas plumas de pato, un brazalete, etc. Si muchos de los invitados forman pareja, es divertido solicitar disfraces en dúos, de modo que los dos miembros de las mismas incorporen elementos parecidos o complementarios. Por ejemplo:
- gorro de pato/gorro de cazador
- cinta de india/plumas de indio
- pareja de hawaianos
- etc.

Para el supuesto de que alguno de los invitados se quiera escaquear (siempre hay alguno que lo intenta) se deben tener preparados algunos complementos y colocárselos en cuanto entren por la puerta. Si lo que se ha pedido es un disfraz de cabeza, hay que conseguir sombreros, pasamontañas o gorros de paja. En su defecto, se pueden coger unas hojas de periódico y fabricar unos sombreros de papel. De este modo, se conseguirá que hasta los más reticentes vayan disfrazados en tu fiesta.
Una interesante variedad de disfraz parcial se da en la denominada fiesta del peinado en la que todos los invitados deben modificar la estética de su cabellera de la manera más original posible. Se puede avisar a los interesados de que quien no cambie su pelo, se expone a verlo rociado con aerosol de diversos colores, que se habrá comprado para la ocasión.
Como en el caso anterior, es interesante organizar una votación al final de la fiesta en la que se corone al invitado mejor disfrazado. Como cualidades a puntuar, se valorará el buen humor, la originalidad, así como el trabajo invertido en la elaboración del disfraz.

### Fiesta de disfraces temática
También se puede dar nombre a la fiesta con un título genérico que obligue a todos los invitados a seleccionar un disfraz de una temática común. Este título puede ser cualquiera siempre que logre mantener el espíritu lúdico y divertido de la celebración. Por supuesto, es necesario escoger asuntos lo suficientemente variados o familiares para que todos los invitados encuentren algo que ponerse.
A continuación, se exponen algunos ejemplos de este tipo:

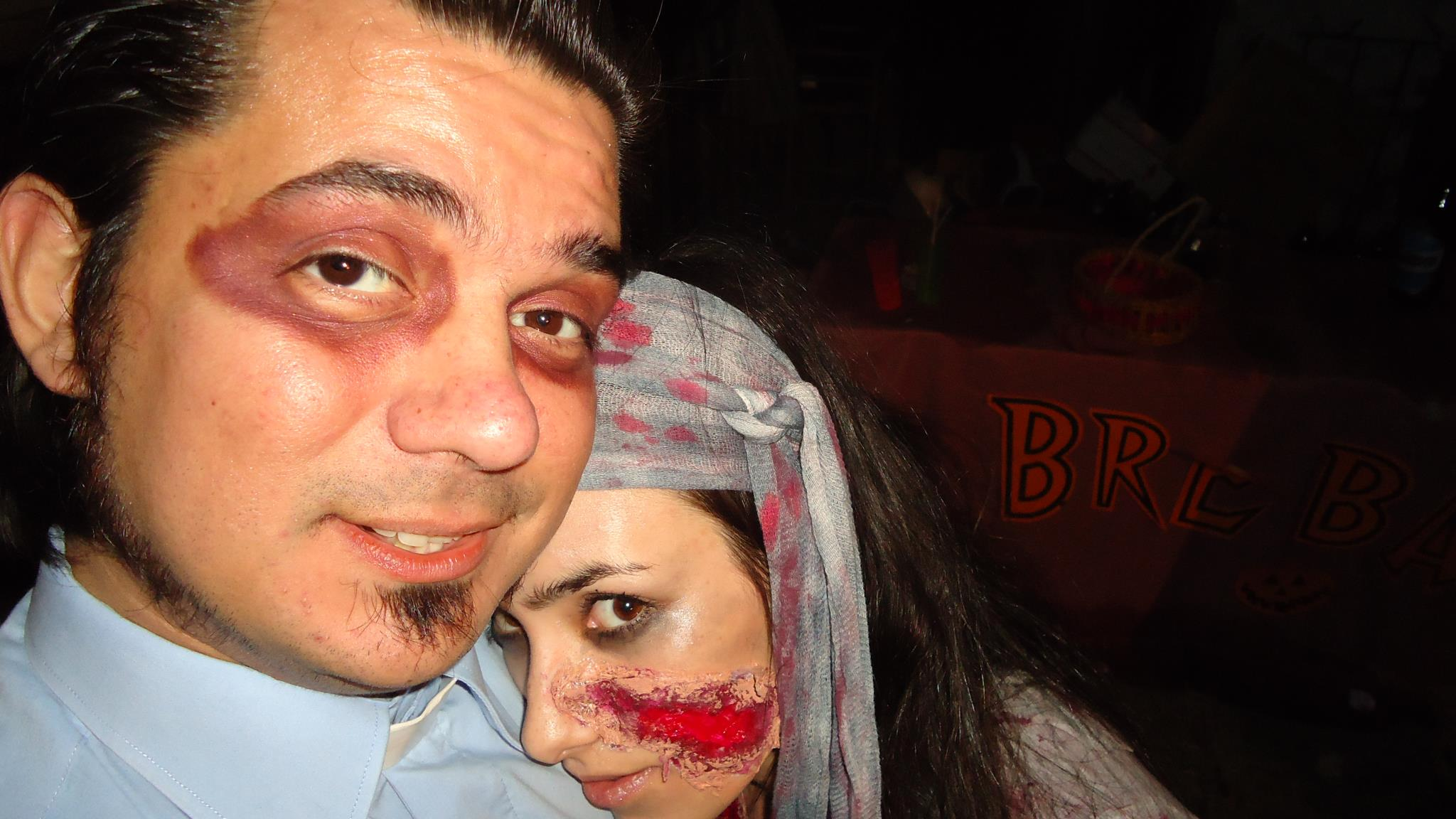
Sacerdote y Gitana Zombis

- Fiesta del pijama. Cada cual debe acudir a la fiesta enfundado en un pijama, camisón o salto de cama.
- Fiesta del hortera. Cada invitado debe ir vestido lo más hortera posible. Para lograrlo con éxito, son aceptables prendas como gorras con visera, zapatos de rejilla, pantalones de leopardo, palillos mondadientes, tatuajes explosivos, etc.
- Fiesta travestida. El disfraz queda a la elección de los invitados siempre que represente a un personaje del sexo opuesto.
- Fiesta adulta/infantil. Los invitados deben vestir como personas de edades antagónicas a las suyas: los niños-jóvenes como adultos o ancianos y los adultos, como niños, Jóvenes Y Adolescentes.
- Fiesta romana, griega, egipcia,....: Fiesta con gente disfrazada de esas épocas
- Fiesta del terror.:Fiesta disfrazado con personajes de terror
- Fiesta años 20.
- Fiesta del rock & roll. Fiesta decidada al rock & Roll cuyas personas se disfrazan de su grupo o cantante favorito
- Fiesta de los años 80:Fiesta disfrazado con personajes de los años 80
- Fiesta otaku: Fiesta disfrazada con personajes de manga/ anime
- Etc.

### Fiesta del color
Todo el mundo debe vestir mayoritariamente con prendas del color establecido por el anfitrión: blanco, negro, rojo, azul, etc. Cualquier color es apropiado, siempre que resulte relativamente sencillo encontrar prendas del mismo. Si se pide rosa, violeta o bermellón, la respuesta del público será verdaderamente escasa. En caso de que parezca demasiado complicado que los invitados consigan conjuntos de un solo tono, puede limitarse a que vistan alguna prenda de dicho color.

### Fiesta de máscaras

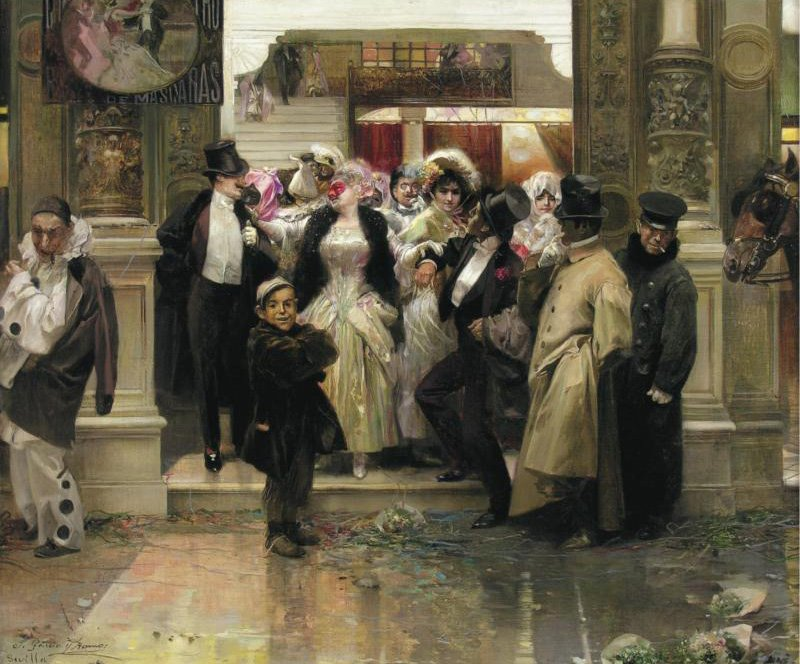
Salida de un baile de mascaras obra de José García Ramos en 1905.

Todos los invitados deben llevar una máscara para acudir a la fiesta. Es decir, todos ellos deben ocultar toda su cara o, al menos, la parte superior de su rostro tras una máscara.
Es imprescindible que dicho accesorio forme parte de un disfraz de cuerpo entero, pues, de lo contrario, el engaño puede quedar desangelado. Por lo demás, resulta indiferente que los invitados se escondan detrás de caretas, pañuelos, antifaces o cualquier otro adorno de fabricación casera.Una fiesta de disfraces es una fiesta en la que se ha solicitado a los asistentes que acudan total o parcialmente disfrazados. En algunas ocasiones, el anfitrión establece las directrices del tipo de disfraz que se debe llevar en términos de color, temática, partes del cuerpo a cubrir, etc.

### Ediciones destacadas
A través del mundo existen diversas versiones locales de fiestas de disfraces.
- Fiesta de Disfraces de Paraná (Argentina): cada año se realiza la fiesta de disfraces más grande de Latinoamérica en la ciudad de Paraná, Entre Ríos. Se repite anualmente desde el año 1999 y originariamente fue organizada como un pequeño festejo de cumpleaños entre un grupo de amigos. A lo largo de los años logró consolidarse como el evento de mayor convocatoria de la región, atrayendo a miles de personas no sólo de diversas partes de la Argentina, sino del mundo.